# Synagoga w Děčínie
Synagoga w Děčínie (cz. Synagoga v Děčíně) – synagoga znajdująca się w Děčínie, w Czechach, w dzielnicy Podmokly przy ulicy Žižkovej.
Synagoga została zbudowana w latach 1906–1907 na miejscu sali gimnastycznej. Jest to budowla w stylu secesyjnym z elementami mauretańskimi. Podczas nocy kryształowej z 9 na 10 listopada 1938 roku, bojówki hitlerowskie zdewastowały synagogę.
Po zakończeniu wojny była nieużytkowana. Od 1966 roku była oddziałem archiwum powiatowego. W jednym z mniejszych pomieszczeń urządzono salę modlitw lokalnej gminy żydowskiej. Od 1996 roku budowla jest własnością gminy żydowskiej i jest remontowana. Znajduje się w niej kancelaria gminy, sala modlitw, sala wystawowa i koncertowa.